# Vereinigte Staaten von Groß-Österreich
Die Vereinigten Staaten von Groß-Österreich (auch Vereinigte Staaten von Großösterreich) waren eine nie umgesetzte Idee einer Gruppe politischer Vordenker um den österreichischen Erzherzog Franz Ferdinand. Sie wurde vom Juristen und Politiker Aurel Popovici konkret ausgearbeitet und 1906 veröffentlicht.

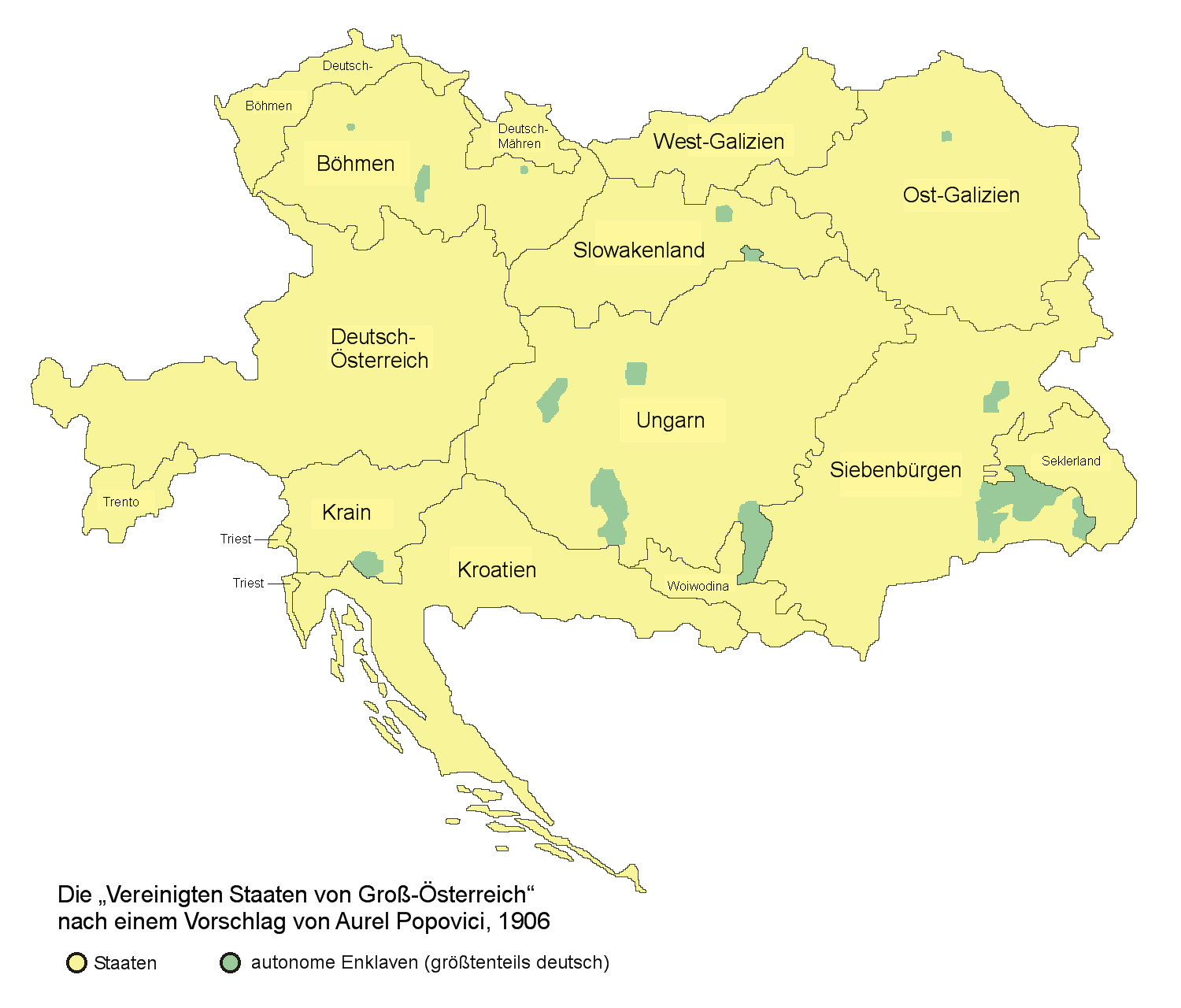
Vorschlag für die Vereinigten Staaten von Groß-Österreich durch Popovici, 1906

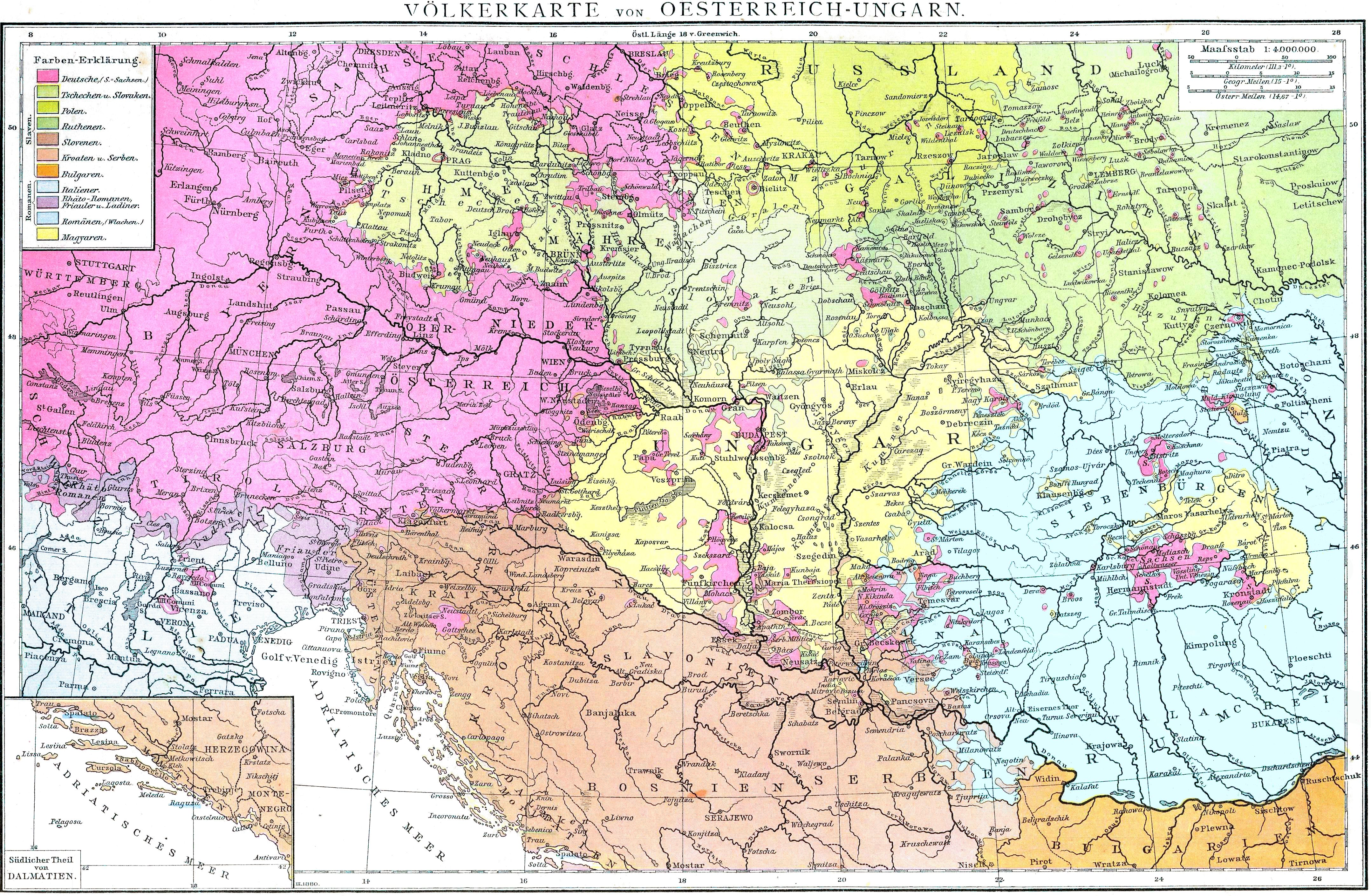
Sprachenkarte der Volksgruppen in Österreich-Ungarn

## Nationalitätenkonflikte in Österreich-Ungarn
Mit dem aufkommenden Nationalstaatsdenken im 19. Jahrhundert entstanden in der Habsburgermonarchie zunehmende Probleme. Die Grenzen der einzelnen Kronländer der Monarchie waren rein historisch bedingt und orientierten sich nicht an ethnischen und sprachlichen Gegebenheiten. Eine gewisse Entspannung des Nationalitätenproblems ergab sich zunächst nach dem Ausgleich von 1867, bei dem das Kaisertum Österreich in die Österreichisch-Ungarische Monarchie umgewandelt wurde. Sowohl in der österreichischen als auch in der ungarischen Reichshälfte waren die beiden staatstragenden Völker, die Deutschen und die Magyaren, jedoch in der Minderheit. Die anderen in der Donaumonarchie lebenden Volksgruppen – vor allem die Tschechen, Polen, Ruthenen/Ukrainer, Rumänen, Kroaten, Slowaken, Serben, Slowenen und Italiener – hatten zunächst keinen oder nur geringen Einfluss auf die Politik.
In der österreichischen Reichshälfte kam es in den Jahren nach 1867 zu einer zunehmenden politischen Emanzipation der meisten Volksgruppen, die in einigen Landtagen der Kronländer die Mehrheit (Polen in Galizien, Tschechen in Böhmen und Mähren, Slowenen in Krain, Kroaten in Dalmatien) und eine gewisse Kulturautonomie (polnische Universitäten in Krakau und Lemberg, tschechische Universität in Prag) erlangten. Gefördert wurde diese Entwicklung durch die Einführung des allgemeinen Wahlrechts 1907 in der österreichischen Reichshälfte. Im Königreich Ungarn gab es jedoch bis zum Zerfall der Doppelmonarchie kein allgemeines Wahlrecht. Die ungarische Regierung betrieb eine strikte Magyarisierungspolitik, die das Ziel der vollständigen Assimilation der nicht-magyarischen nationalen Minderheiten hatte. Innerhalb des ungarischen Reichsteils war nur das Königreich Kroatien und Slawonien davon ausgenommen, das eine Teilautonomie genoss.

## Reformvorschlag von Aurel Popovici
Der Thronfolger Franz Ferdinand sah dieses Problem, das den Staat zu zersprengen drohte, und versuchte Möglichkeiten einer Lösung zu erarbeiten. Eine Überlegung war eine radikale politische Neuordnung durch die Bildung einer Reihe von Gliedstaaten auf ethnisch-sprachlicher Grundlage, welche alle Teilstaaten des Bundesstaats „Vereinigte Staaten von Groß-Österreich“ sein sollten. Durch dieses Vorhaben sollten die nationalen Bestrebungen der einzelnen Nationalitäten kanalisiert, die im bisherigen Staatsgefüge bestehende Beherrschung schwächerer Nationalitäten durch stärkere beseitigt und die unausgewogene Machtverteilung im Gesamtstaat korrigiert werden.
Aurel Popovici plante in der von ihm ausgearbeiteten Reform eine föderative Gestaltung des Bundes- oder Reichsgebietes in 15 jeweils weitgehend einsprachigen Ländern:
1. Deutsch-Österreich (ungefähr heutiges Staatsgebiet Österreichs mit Südtirol, dem südlichen Sudetenland und dem deutschsprachigen Westrand Ungarns (in etwa das heutige Burgenland einschließlich Ödenburgs und Preßburgs))
2. Deutsch-Böhmen (nördlicher Teil des heutigen Tschechiens)
3. Deutsch-Mähren (nördlicher Teil Mährens und Österreichisch-Schlesien)
4. Böhmen (tschechisch besiedelter Teil Böhmens und Mährens)
5. West-Galizien (polnisch besiedelter Teil)
6. Ost-Galizien (ukrainisch/ruthenisch besiedelter Teil Galiziens, der Karpatenukraine und der Bukowina)
7. Siebenbürgen (rumänisch besiedelter Teil mit angrenzenden rumänisch besiedelten Gebieten Ungarns (wie des Banats) und der Bukowina)
8. Kroatien (ungefähres Staatsgebiet des heutigen Kroatiens)
9. Krain (ungefähres Staatsgebiet des heutigen Sloweniens)
10. Slowakenland (ungefähres Staatsgebiet der heutigen Slowakei)
11. Woiwodina (Vojvodina, das serbische besiedelte Gebiet in Ungarns Süden)
12. Ungarn (das geschlossene magyarisch besiedelte Gebiet)
13. Seklerland (Szeklerland – die magyarischen Teile im Osten Siebenbürgens)
14. Trento (Trentino, der italienisch besiedelte Süden Tirols)
15. Triest (mit italienischsprachigem Umland)

Bosnien-Herzegowina behielt vorläufig als Okkupationsgebiet seine bisherige Stellung.
Diese ethnisch-geographischen Einheiten wären so homogen wie wenige Nationalstaaten in Europa; zusammen sollten sie den habsburgisch regierten Bundesstaat der Vereinigten Staaten von Groß-Österreich bilden.
Dazu kamen noch einige, zumeist deutschsprachige Enklaven im östlichen Siebenbürgen und anderen Stellen in der Monarchie, die einen beschränkten Autonomiestatus (Nationalautonomie) haben sollten.

## Einschätzung in der Geschichtswissenschaft
Popovici erscheint als Vertreter der Interessen der geschichtslosen Nationen der ungarischen Reichshälfte. Aber gerade der Radikalismus, mit dem der Autor die jahrhundertealten Kronlandsgrenzen von der Landkarte strich, machte den konservativen Sympathisanten und Rezensenten eine völlige Zustimmung unmöglich. Popovicis Auflösung der alten historisch-politischen Individualitäten war einfach unvereinbar mit dem alten Prinzip indivisibiliter ac inseparabiliter (unteilbar und untrennbar) der Pragmatischen Sanktion. Groß-Österreich wurde vorübergehend zur „Parole jener säbelrasselnden, romantisierenden Offiziere, Aristokraten, Journalisten“, die den Thronfolger Franz Ferdinand umgaben. Ihnen gefiel vor allem eine Grundintention des Konzeptes: die Erhaltung der machtpolitischen Stellung des Habsburgerreiches in Europa.
Robert A. Kann zieht als Fazit, dass die Verhältnisse seit 1867 sicher noch ungerechter als Popovicis Programm waren, 

„es ist aber nicht dasselbe, den ausgetretenen Pfad althergebrachter Mängel zu beschreiten, die zumindest in Österreich durch die administrative Praxis einigermaßen gemildert wurden, als fast notgedrungen durch verfassungswidrige Mittel eine neue und wieder unvollkommene Ordnung einzuführen. Während nämlich die alten Unbilligkeiten durch die Macht der Tradition auf lange Sicht toleriert würden, war es höchst unwahrscheinlich, dass neue wenn auch geringere Übel – wenn überhaupt – ohne heftigen Kampf hingenommen worden wären.“